# 岡部詩音
岡部 詩音（おかべ しおん、2005年11月25日 - ）は、日本の女子バレーボール選手である。

## 来歴
佐賀県鳥栖市出身。小学2年でバレーボールを始める。
東九州龍谷高等学校ではオポジットとしてプレー。3年生ではキャプテンを務めた。U19世界選手権代表候補となったが辞退し、全国高等学校総合体育大会（インターハイ）に出場した。2024年1月の第76回全日本高等学校選手権（春高バレー）では優勝した就実高等学校に1回戦で敗れた。
2023年11月、V.LEAGUE DIVISION1の日立Astemoリヴァーレ（現・Astemoリヴァーレ茨城）の内定選手として発表された。2024年3月のV Cupで公式戦デビュー。
2024年11月16日のデンソーエアリービーズ戦で2024-25シーズン初出場し、SVリーグデビューを果たした。

## 人物
4歳上の姉の紗弥は2020年の第72回全日本高等学校選手権の優勝メンバー。高校卒業後は9人制チームの日田検診ホワイトドルフィンに2023年度まで所属していた。

## 所属チーム
- 鳥栖市立麓小学校（麓JVC）
- 鳥栖市立鳥栖西中学校（2018-2021年）
- 東九州龍谷高等学校（2021-2024年）
- Astemoリヴァーレ茨城（2024年-）